# Maria Butakowa
Maria Butakowa (ur. 15 maja 1980) – białoruska lekkoatletka specjalizująca się w biegach długich. 
W 2001 zajęła odległe miejsce w mistrzostwach świata w biegu na przełaj. Zwyciężyła w maratonie w Dębnie (2011), który miał rangę mistrzostw Polski (złoto w tej imprezie przypadło Arlecie Meloch). Finalistka mistrzostw Białorusi w biegach na 3000, 5000 i 10000 metrów.
Rekord życiowy w biegu maratońskim – 2:44:53 (10 kwietnia 2011, Dębno). 